# Émile Clapeyron
Émile Clapeyron (Pariz, 26. veljače 1799. – Pariz, 28. siječnja 1864.), francuski fizičar i inženjer. Od godine 1820. do 1830. djelovao kao profesor u Rusiji. Od 1858. član Francuske akademije znanosti. Prvi obratio pozornost na Carnotovo načelo; analizirajući ga, prvi je primijenio grafičku metodu u termodinamici i postavio jednadžbu koja je po njemu prozvana. Njegovo ime nalazi se na listi 72 znanstvenika ugraviranih na Eifellovom tornju.

## Clausius-Clapeyronova jednadžba
Clausius-Clapeyronova jednadžba (po Rudolfu Clausiusu i Émileu Clapeyronu) je jedna od temeljnih termodinamičkih jednadžbi koja opisuje izotermne fazne prijelaze 1. vrste (na primjer taljenje ili isparavanje). Ako je dp/dT gradijent krivulje promjene stanja, ΔH latentna entalpija promjene stanja, V1 i V2 odgovarajući volumeni dviju faza a T termodinamička temperatura na kojoj se promjena zbiva, jednadžba glasi:
{\displaystyle {\frac {\mathrm {d} p}{\mathrm {d} T}}={\frac {\Delta H}{(V_{2}+V_{1})\,T}}}

### Fazni prijelazi
Fazni prijelazi su promjene stanja pojedine faze (elementarne, spoja, eutektičke smjese, peritektičkog spoja i slično) pri promjeni temperature. Razlikuju se: 
- fazni prijelazi I. vrste, kod kojih su u stanju ravnoteže slobodne entalpije u obje faze jednake po vrijednosti, ali se pritom entropija i volumen skokovito mijenjaju. U fazne prijelaze I. vrste spadaju na primjer taljenje, isparavanje i sublimacija,
- fazni prijelazi II. vrste, kod kojih se u stanju ravnoteže ne mijenjaju ni entalpija, ni entropija, ni volumen. U fazne prijelaze II. vrste prijelazi kod kojih na primjer tvari gube feromagnetička svojstva, pojava supravodljivosti, procesi razlaganja i stvaranja međumetalnih spojeva u čvrstoj fazi i tako dalje[3]